# AstroPop
AstroPop är ett pusselspel, utvecklat av PopCap Games och utgivet 2004 för PlayStation 2, Xbox, Xbox 360, Windows och Mobiltelefon.
1. ↑  Steam, 12 september 2003, Steam-ID: 3340, läst: 31 mars 2022.[källa från Wikidata]